# Много мой човек
„Много мой човек“ е български комедиен сериал, продуциран и създаден от Краси Ванков. Режисьор е Боя Харизанова, сценарият е на Иван Ангелов и Здрава Каменова, оператор е Борис Луканов, а музиката е композирана от Марио Балтаджиев. В сериала участват Башар Рахал, Юлиян Малинов и Калоян Катинчаров, които играят съответно Мирослав, Виктор и Петър.
Премиерата на сериала е на 23 февруари 2023 г. по „Нова телевизия“. От 2 декември 2024 г. се излъчват повторения на епизодите на сериала всеки делничен ден от 22:00 ч.

## Актьорски състав
- Башар Рахал – Мирослав[2]
- Юлиян Малинов – Виктор
- Калоян Катинчаров – Петър
- Петя Силянова – Надка
- Деси Моралес – Даниела
- Ели Колева – Ивана
- Иван Петрушинов – Рангел
- Михаела Павлова – Маргарита
- Сотир Мелев – Майкъл
- Виктор Чепилев – Митко
- Антон Колев – Джими
- Мартин Методиев